# Gheorghe Bunea Stancu
Gheorghe Bunea Stancu (n. 24 decembrie 1954, Stăncuța, Brăila, România) este un politician român, membru al Partidului Social Democrat și fost președinte al Consiliului Județean Brăila. Este acționar majoritar la firma Bursagrirom SA.
El a generat controversata mutare a sediului central al bibliotecii județene „Panait Istrati” pentru a face loc unei discoteci cu bowling.
De asemenea, el mai este finanțatorul echipei HC Dunărea Brăila.

## Controverse
În septembrie 2011, Agenția Națională de Integritate l-a acuzat pe Gheorghe Bunea Stancu de alte fapte de conflict de interese, după ce a descoperit că, din funcția de șef al CJ Brăila, Stancu a semnat 5 contracte în valoare de peste 600.000 de euro, fără TVA, între instituția publică și firma Concivia SA, pe care o deține printr-o altă firmă de-a sa - Bursagrirom.
Pe 10 ianuarie 2012 procurorii DNA l-au trimis în judecată pe Bunea Stancu pentru folosirea influenței și autorității. În acest dosar a fost trimis în judecată și omul de afaceri Ioan Niculae.
Pe 2 aprilie 2015 Curtea de Apel București l-a condamnat definitiv pe Bunea Stancu la 3 ani de închisoare cu executare.
Pe 26 aprilie 2016 DNA l-a trimis în judecată pe Bunea Stancu pentru trafic de influență.
Pe 18 februarie 2021 Curtea de Apel București l-a achitat definitiv pe Bunea Stancu în acest dosar
Pe 2 octombrie 2014 procurorii DNA l-a trimis în judecată pe Bunea Stancu pentru abuz în serviciu și conflict de interese.
Pe 22 septembrie 2022 Curtea de Apel Galați l-a achitat definitiv pe Bunea Stancu în dosarul de abuz în serviciu.